# Па-де-Кале (департамент)
Па-де-Кале (фр. Pas-de-Calais) — департамент на севере Франции, один из департаментов региона О-де-Франс. Порядковый номер — 62. Административный центр — Аррас. Население — 1 465 278 человека (7-е место среди департаментов, данные 2019 г.).

## География
Департамент Па-де-Кале является частью региона О-де-Франс и граничит с французскими департаментами Нор и Сомма. С севера омывается водами Северного моря, с запада — пролива Па-де-Кале, давшего департаменту своё название. Площадь территории — 6671 км².
Главными городами департамента являются Кале и Булонь-сюр-Мер на побережье, а также Аррас, Ланс, Льевен и Сент-Омер.
Через департамент протекают реки Отье, Канш, Тернуаз, Лиан, Сансе, Скарп, Дёль, А, Лис, а также проходит Северный канал.

## История
Обитаемый с доисторических времен, Па-де-Кале последовательно был населен кельтским племенем белгов, римлянами, германскими племенами франков и алеманнов. C IV—V веков принятая в Римской империи практика привлечения германских племен для охраны территории вдоль дороги от Булони до Кёльна создала в регионе германо-романский лингвистический барьер, сохранявшийся до VIII века. Саксонская колонизация региона сдвинула его в IX веке на юг и запад, так что большинство жителей на территории к северу от линии между Бетюном и Берком говорили на местном диалекте нидерландского языка, а население к югу от этой черты использовали пикардийский язык (один из романских языков. Этот лингвистический барьер сохранился до сих пор в названиях ряда населенных пунктов региона. С IX века лингвистический барьер стал смещаться на северо-восток, и к концу XV века романские диалекты полностью вытеснили нидерландский язык.
Па-де-Кале — один из первых 83 департаментов, созданных в марте 1790 года. Он образован на территории бывших провинций Кале, Булонне, Понтьё и Артуа.
Во время Первой мировой войны департамент Па-де-Кале был ареной многих кровопролитных сражений. Одному из них, Битве при Вими, посвящён большой военный мемориал в городе Вими. Па-де-Кале также во время Второй мировой войны был целью операции Fortitude — кампании по дезинформации противника о готовящейся высадке союзников в Нормандии.

## Административное деление
Департамент включает 7 округов, 39 кантонов и 890 коммун.
- Округа департамента Па-де-Кале
- Коммуны департамента Па-де-Кале

## Демография
Па-де-Кале — один из самых густонаселённых департаментов Франции, хотя в нём и нет крупных городов. Основная часть населения департамента сосредоточена в угледобывающих районах на востоке, вдоль границы с департаментом Нор, где в высокоурбанизированной группе небольших городов проживает около 1,2 миллиона человек (2018). Центральная и южная части департамента представляют собой сельские районы, но плотность населения здесь также довольно велика.

## Экономика
Экономика департамента в значительной степени опирается на горнорудную отрасль, в основном — добычу каменного угля. Однако после Второй мировой войны, и особенно после 60-х годов XX века, когда большое количество угольных шахт было закрыто, экономическая структура департамента стала более диверсифицированной.

## Достопримечательности
- Олан ― средневековый замок на воде.

## Политика
Результаты голосования жителей департамента на Президентских выборах 2022 года:
1-й тур: Марин Ле Пен (Национальное объединение) — 38,68 %; Эмманюэль Макрон («Вперёд, Республика!») — 24,61 %; Жан-Люк Меланшон («Непокорённая Франция») — 15,78 %; Эрик Земмур («Реконкиста») — 5,16 %; Прочие кандидаты — менее 5 %.
2-й тур: Марин Ле Пен — 57,50 % (в целом по стране — 41,45 %); Эмманюэль Макрон — 42,50 % (в целом по стране — 58,55 %).

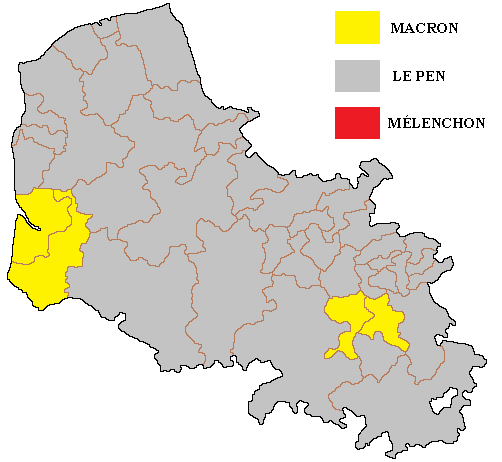
Президентские выборы 2022. Результаты 1 тура (по кантонам)
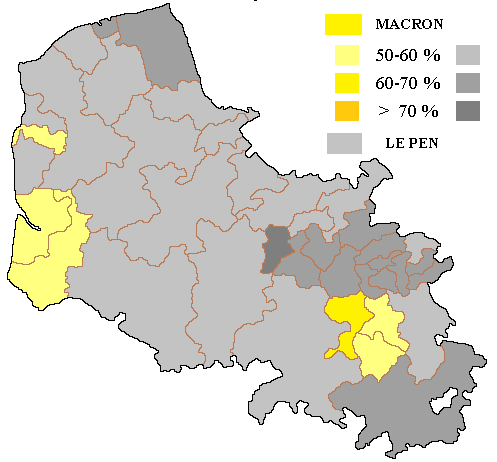
Президентские выборы 2022. Результаты 2 тура (по кантонам)
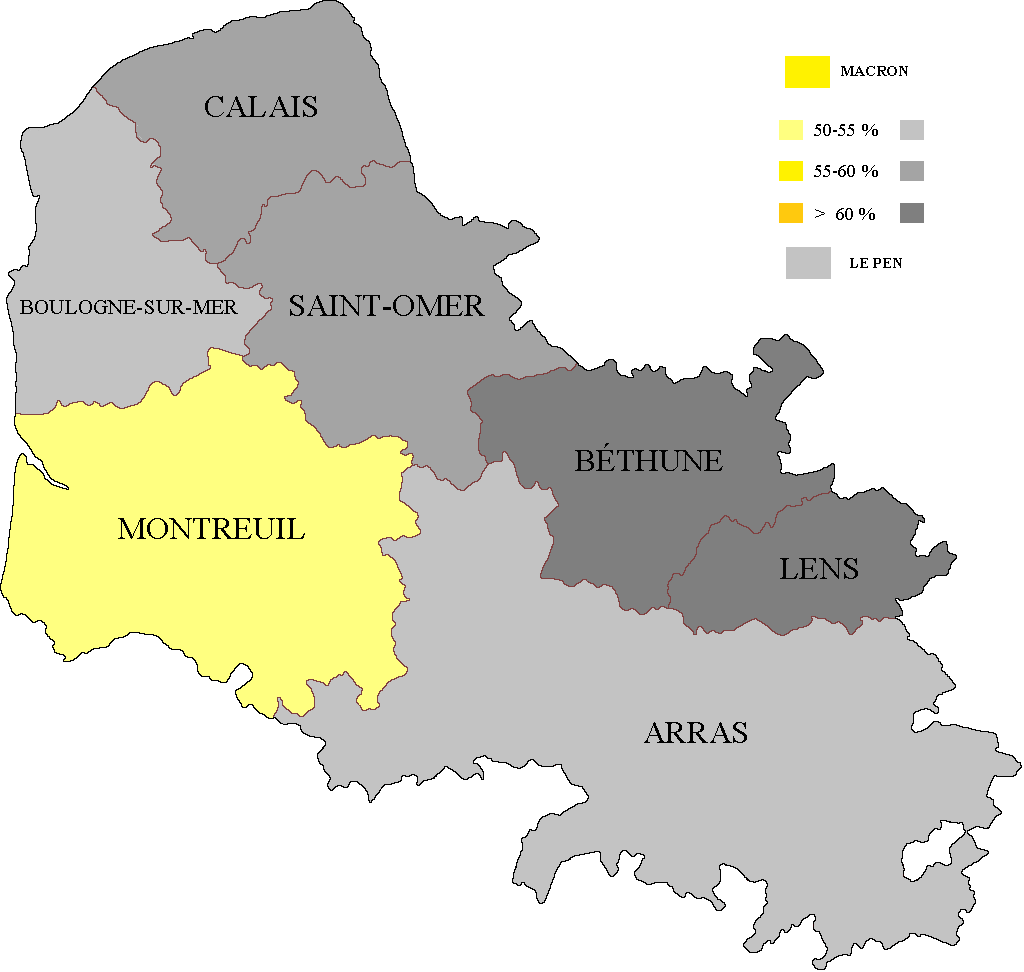
Президентские выборы 2022. Результаты 2 тура (по округам)

(2017 год — 1-й тур: Марин Ле Пен (Национальный фронт) — 34,35 %; Жан-Люк Меланшон («Непокорённая Франция») — 19,13 %; Эмманюэль Макрон («Вперёд!») — 18,45 %; Франсуа Фийон (Республиканцы) — 14,29 %; Бенуа Амон (Социалистическая партия) — 5,17 %; Прочие кандидаты — менее 5 %. 2-й тур: Марин Ле Пен — 52,06 % (в целом по стране — 33,90 %); Эмманюэль Макрон — 47,94 % (в целом по стране — 66,10 %)).
(2012 год — 1-й тур: Франсуа Олланд (Социалистическая партия) — 29,44 %; Марин Ле Пен (Национальный фронт) — 25,53 %; Николя Саркози (Союз за народное движение) — 21,86 %; Жан-Люк Меланшон (Левый фронт) — 11,54 %; Франсуа Байру (Демократическое движение) — 6,40 %; Прочие кандидаты — менее 5 %. 2-й тур: Франсуа Олланд — 56,18 % (в целом по стране — 51,62 %); Николя Саркози — 43,82 % (в целом по стране — 48,38 %)).
(2007 год — 1-й тур: Николя Саркози (Союз за народное движение) — 25,68; Сеголен Руаяль (Социалистическая партия) — 25,34 %; Жан-Мари Ле Пен (Национальный фронт) — 16,02 %. 2-й тур: Сеголен Руаяль — 52,04 % (в целом по стране — 46,94 %); Николя Саркози — 47,96 % (в целом по стране — 53,06 %)).
В результате выборов в Национальное собрание в 2017 г. 12 мандатов от департамента Па-де-Кале распределились следующим образом: «Вперед, Республика!» — 4, «Национальный фронт» — 4, «Республиканцы» — 2, «Демократическое движение» — 2. (2012 год — 12 мандатов: СП — 11, СНД — 1; 2007 год — 14 мандатов: СП — 12, СНД — 2).
На выборах в Совет региона О-де-Франс в 2021 году во 2-м туре победил «правый блок» во главе с действующим президентом Совета Ксавье Бертраном, получивший 51,81 % голосов, вторым было «Национальное объединение во главе с депутатом Национального собрания Себастьеном Шеню — 28,42 %, третьим — левый блок» во главе с депутатом Европейского парламента Каримой Делли — 19,78 %. (2015 год: «правый блок» — 54,12 %, Национальный фронт — 45,88 %).

### Совет департамента
После выборов 2021 года большинство в Совете департамента сохранили левые партии. Президент Совета департамента — Жан-Клод Леруа (Jean-Claude Leroy), Социалистическая партия.
Состав Совета департамента (2021—2028)
|                        | Партия                                 | Кол-во мест            | +/- (к 2015 г.)        |
| Большинство (48 мест): | Большинство (48 мест):                 | Большинство (48 мест): | Большинство (48 мест): |
| ---------------------- | -------------------------------------- | ---------------------- | ---------------------- |
|                        | Социалистическая партия                | 27                     | −3                     |
|                        | Разные левые                           | 10                     | +6                     |
|                        | Коммунистическая партия                | 8                      | +5                     |
|                        | Республиканское и гражданское движение | 2                      | 0                      |
|                        | Радикальная партия левых               | 1                      | 0                      |
| Оппозиция (24 мест):   |                                        |                        |                        |
|                        | Разные правые                          | 9                      | +1                     |
|                        | Республиканцы                          | 6                      | −3                     |
|                        | Союз демократов и независимых          | 6                      | +1                     |
|                        | Вперёд, Республика!                    | 2                      | 0                      |
|                        | Разные центристы                       | 1                      | −1                     |
| Оппозиция (6 мест):    |                                        |                        |                        |
|                        | Национальное объединение               | 6                      | −6                     |